# World Rally Championship-3
Il World Rally Championship-3 è un campionato mondiale organizzato dalla Federazione Internazionale dell'Automobile, per auto da rally. 
Dalla stagione 2022 il World Rally Championship-3 impiega le vetture di categoria Rally3 a quattro ruote motrici.

## Storia

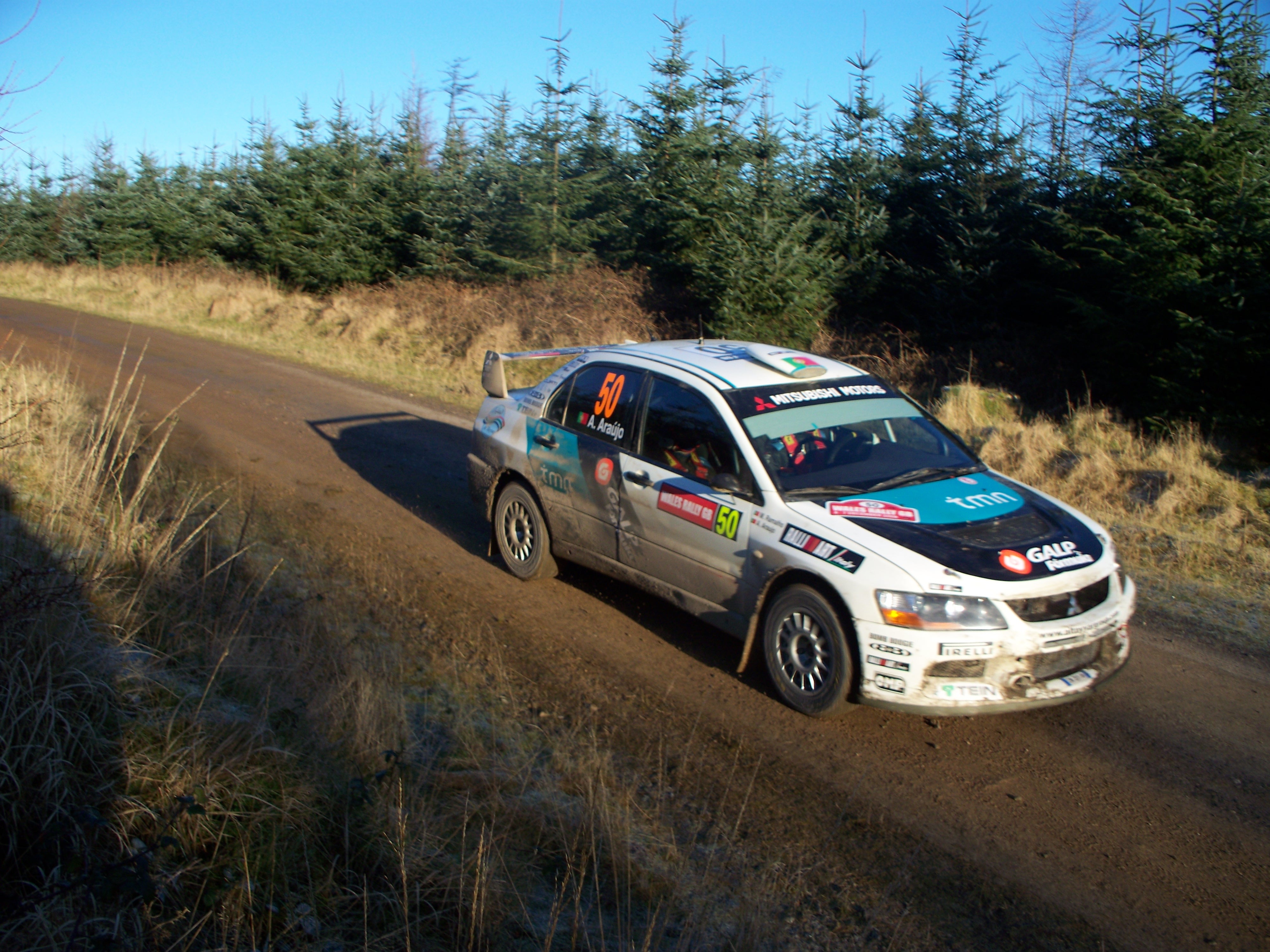
Il portoghese Armindo Araújo, due volte campione PWRC su Mitsubishi Lancer Evo IX

Il campionato nasceva nel 1987 con il nome di Coppa FIA piloti Gruppo N o Coppa FIA piloti per vetture produzione (FIA Cup for Production Rally Drivers). Le prove del campionato erano alcune delle prove del campionato del mondo rally (WRC), tuttavia i piloti gareggiavano su auto del Gruppo N.
La serie nel 2002 ha cambiato denominazione diventando Campionato del mondo rally per vetture produzione (Production World Rally Championship o PWRC).

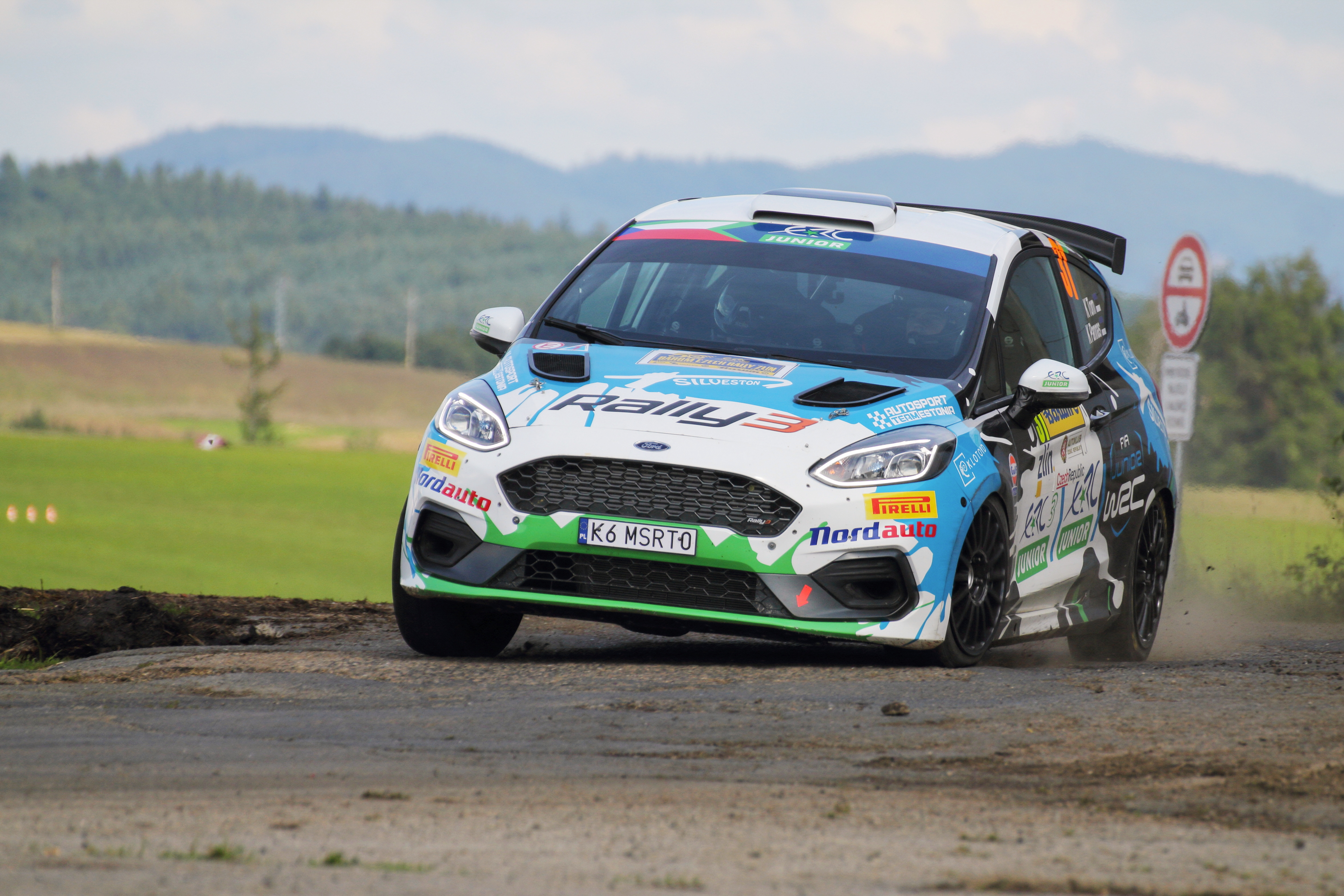
Ford Fiesta Rally3

Nel 2013 il campionato è stato rinominato World Rally Championship-3 inoltre, a causa della soppressione del Gruppo N e del Gruppo A, ed in seguito all'introduzione del gruppo R, il regolamento prevedeva la partecipazione con vetture delle neonate classi RC3 ed RC4 (più comunemente conosciute come R3 e R2); tale campionato è stato poi soppresso al termine della stagione 2018. 
Dopo un anno di assenza, dal 2020 al 2021 il WRC-3 è stato dedicato esclusivamente agli equipaggi privati - classe "RC2". 
Il campionato WRC-2 è stato dal 2020 al 2021 invece riservato alle vetture della classe RC2 schierate direttamente dai team ufficiali dei costruttori. 
Dal 2022 gli equipaggi privati - classe RC2 - corrono con i team ufficiali nel WRC-2 mentre il WRC-3 è riservato alle vetture Rally3 - classe RC3.

## Albo d'oro
| Anno                                               | Pilota                    | Autovettura                 |
| Coppa FIA piloti gruppo N                          | Coppa FIA piloti gruppo N | Coppa FIA piloti gruppo N   |
| -------------------------------------------------- | ------------------------- | --------------------------- |
| 1987                                               | Alex Fiorio               | Lancia Delta HF Integrale   |
| 1988                                               | Pascal Gaban              | Mazda 323 4WD               |
| 1989                                               | Alain Oreille             | Renault 5 GT Turbo          |
| 1990                                               | Alain Oreille             | Renault 5 GT Turbo          |
| 1991                                               | Grégoire de Mevius        | Mazda 323 GTX               |
| 1992                                               | Grégoire de Mevius        | Nissan Pulsar GTI-R         |
| 1993                                               | Alessandro Fassina        | Mazda 323 GTR               |
| 1994                                               | Jesús Puras               | Ford Escort RS Cosworth     |
| 1995                                               | Rui Madeira               | Mitsubishi Lancer Evolution |
| 1996                                               | Gustavo Trelles           | Mitsubishi Lancer Evolution |
| 1997                                               | Gustavo Trelles           | Mitsubishi Lancer Evolution |
| 1998                                               | Gustavo Trelles           | Mitsubishi Lancer Evolution |
| 1999                                               | Gustavo Trelles           | Mitsubishi Lancer Evolution |
| 2000                                               | Manfred Stohl             | Mitsubishi Lancer Evolution |
| 2001                                               | Gabriel Pozzo             | Mitsubishi Lancer Evolution |
| Campionato del mondo per vetture produzione (PWRC) |                           |                             |
| 2002                                               | Karamjit Singh            | Proton Pert                 |
| 2003                                               | Martin Rowe               | Subaru Impreza              |
| 2004                                               | Niall McShea              | Subaru Impreza              |
| 2005                                               | Toshihiro Arai            | Subaru Impreza              |
| 2006                                               | Nasser Al-Attiyah         | Subaru Impreza              |
| 2007                                               | Toshihiro Arai            | Subaru Impreza              |
| 2008                                               | Andreas Aigner            | Mitsubishi Lancer Evolution |
| 2009                                               | Armindo Araújo            | Mitsubishi Lancer Evolution |
| 2010                                               | Armindo Araújo            | Mitsubishi Lancer Evolution |
| 2011                                               | Hayden Paddon             | Subaru Impreza WRX STI      |
| 2012                                               | Benito Guerra             | Mitsubishi Lancer Evolution |
| World Rally Championship-3 (WRC-3)                 |                           |                             |
| 2013                                               | Sébastien Chardonnet      | Citroën DS3 R3              |
| 2014                                               | Stéphane Lefebvre         | Citroën DS3 R3              |
| 2015                                               | Quentin Gilbert           | Citroën DS3 R3 Max          |
| 2016                                               | Simone Tempestini         | Citroën DS3 R3 Max          |
| 2017                                               | Nil Solans                | Ford Fiesta R2T             |
| 2018                                               | Enrico Brazzoli           | Peugeot 208 R2              |
| 2020                                               | Jari Huttunen             | Hyundai i20 R5              |
| 2021                                               | Yohan Rossel              | Citroën C3 Rally2           |
| 2022                                               | Lauri Joona               | Ford Fiesta Rally3          |
| 2023                                               | Roope Korhonen            | Ford Fiesta Rally3          |
| 2024                                               | Diego Domínguez Jr.       | Ford Fiesta Rally3          |